# Carlos Rodrigo Núñez
Carlos Rodrigo Núñez Techera (Montevideo, Uruguay, 22 de junio de 1992) es un futbolista uruguayo. Juega de delantero en el Melo Wanderers CDS. 

## Trayectoria

### Liverpool
Jugó en las divisiones inferiores de Liverpool de Canelones y de allí fue traspasado a los dieciséis años a las divisiones juveniles de Liverpool de Montevideo, siendo ascendido al plantel principal al año siguiente.
Debutó en Primera División el 14 de febrero de 2010 ante Nacional por el torneo Clausura de la temporada 2009-10 y convirtió su primer gol oficial el 27 de febrero de 2011 ante Tacuarembó, por la cuarta fecha del Clausura del campeonato 2010-11. Disputó once de los doce partidos de Liverpool que restaron en ese torneo pero no fue hasta el año siguiente que se afianzó en el equipo, siendo habitualmente titular durante el 2012.
Durante este año debutó en competiciones internacionales, frente a Universitario de Sucre por la Copa Sudamericana 2012, convirtiendo dos goles para la victoria de su equipo por 3-0. Jugó los seis partidos de Liverpool en el torneo como titular y convirtió cinco goles, que le valieron para ser uno de los goleadores del campeonato.

### Peñarol
En febrero de 2013 se acordó su cesión hasta 2015 a Peñarol que compró por 1 millón de dólares el 25 % de su transferencia; donde debutó el 23 de febrero frente a Fénix.
Llegó a Peñarol a comienzos del 2013, ganó el Campeonato Uruguayo 2012-13 en donde anotó 1 gol frente a Liverpool en la última fecha del torneo clausura.

### Racing Club
En 2015 luego de una partida complicada de Peñarol ya que no era querido por parte de la hinchada es cedido a Racing Club de Argentina por 480 mil dólares, con opción de compra de $4.000.000 de dólares. Su primer partido lo jugó ante Olimpo de Bahía Blanca en el empate 0 a 0. Su segundo partido fue ante Sporting Cristal, por la Copa Libertadores 2015 en donde entró en los últimos 5 minutos en la derrota de su equipo por 2 a 1. Su tercer partido fue ante Colón en la victoria 4 a 1, donde convirtió su primer gol con La Academia, surgió luego de un pelotazo, Discoteca estaba forcejeando con un defensor que logró anticiparlo pero rechazó mal, Santiago Nagüel lo asistió perfectamente habilitado donde enfrentó al arquero santafesino Jorge Fatura Broun, lo eludió y definió de derecha poniendo el 3 a 0 y en el cual fue figura del partido. Su cuarto partido fue ante Sporting Cristal, por la Copa Libertadores de América, en donde reemplazó a Gustavo Bou y en donde le cambió la cara al equipo, la primera situación fue a presionar a Renzo Revoredo que quiso tocar para el arquero Diego Penny, y tras el fallo Discoteca aprovechó para ganarle a Revoredo que lo derribó en el área cometiéndo así penal en el cual terminó en gol convertido por Diego Milito. Luego su segunda situación fue en un contragolpe donde recibió el pase de Óscar Romero, Carlitos metió un pase largo para Ezequiel Videla que definió por encima de Penny y puso el 2 a 0. El 22/03/2015 convierte su 2º gol, Oscar Romero le tiró un pelotazo largo recién comenzado el partido, Carlitos picó a toda velocidad por detrás de Esteban Saveljich y la mandó a guardar a los 23 segundos de comenzado el partido, poniendo el tanteador 1 a 0, encuentro en el que El Halcón lo empató a 5 minutos del final. Contra Huracán entró en reemplazo de Santiago Nagüel, luego a los 35 minutos del segundo tiempo, recibió un pase de Washington Camacho, Disco se la llevó hasta enfrentar a Marcos Díaz, este lo eludió y convirtió su tercer gol en La Academia en la victoria 2 a 0 ante Huracán de Parque Patricios. Luego de ese partido y tras los estudios realizados, se confirmaría la rotura de ligamentos de la rodilla derecha. La lesión le demandará entre 6 y 8 meses de inactividad.
El 31/10/2015 deja atrás la rotura de ligamentos y vuelve ante Crucero del Norte por la fecha 29 del Torneo de Primera División 2015. Su último partido lo jugó ante su clásico rival, Independiente de Avellaneda, en la derrota 1-2 de su equipo aunque clasificándose para la Copa Libertadores 2016 y obteniendo la Liguilla pre-Libertadores 2015

### Jaguares de Chiapas
En 2016 se le vence el préstamo en el club argentino y Racing Club decide no comprar su pase. Por lo tanto fue a préstamo a Chiapas de México.

### Wanderers de Santa Lucía
Llegó a Santa Rosa en 2022 para disputar la liga de tala, para después pasar a Wanderers de Santa Lucía en 2023 para jugar la Copa de clubes de OFI.

## Estadísticas

### Clubes
| Club                          | País          | Año           | Partidos | Goles | Asistencias |
| ----------------------------- | ------------- | ------------- | -------- | ----- | ----------- |
| Liverpool                     | Uruguay       | 2010-2013     | 50       | 15    | 3           |
| Peñarol                       | Uruguay       | 2013-2014     | 37       | 9     | 7           |
| Racing Club                   | Argentina     | 2015-2016     | 10       | 3     | 2           |
| Chiapas                       | México        | 2016          | 3        | 0     | 0           |
| Guaraní                       | Paraguay      | 2017          | 8        | 1     | 1           |
| Liverpool                     | Uruguay       | 2018          | 10       | 2     | 1           |
| Unión La Calera               | Chile         | 2018          | 11       | 2     | 1           |
| Deportivo Pasto               | Colombia      | 2019          | 7        | 1     | 0           |
| Rampla Juniors                | Uruguay       | 2019          | 10       | 3     | 2           |
| Deportivo Pasto               | Colombia      | 2020          | 3        | 0     | 1           |
| Cerro Largo                   | Uruguay       | 2021          | 5        | 1     | 0           |
| Rampla Juniors                | Uruguay       | 2021-2022     | 4        | 0     | 0           |
| Wanderers A.C. de Santa Lucía | Uruguay       | 2023-2024     |          |       |             |
| Melo Wanderers CDS            | Uruguay       | 2024-Act.     |          |       |             |
| Total carrera                 | Total carrera | Total carrera | 158      | 37    | 18          |

## Palmarés

### Títulos nacionales
| Título                    | Club        | País      | Año  |
| ------------------------- | ----------- | --------- | ---- |
| Campeonato Uruguayo       | Peñarol     | Uruguay   | 2013 |
| Liguilla Pre-Libertadores | Racing Club | Argentina | 2015 |

### Distinciones individuales
| Distinción                                 | Año  |
| ------------------------------------------ | ---- |
| Goleador de la Copa Sudamericana (5 goles) | 2012 |